# GUNDAM 0079 THE WAR FOR EARTH
『GUNDAM 0079 THE WAR FOR EARTH』（ガンダム ダブルオーセブンティナイン ザ ウォー フォー アース）は、Presto Studiosが開発し、日本では吹き替えがおこなわれて1996年12月30日にバンダイ・デジタル・エンタテインメント（BDE）が発売したピピンアットマーク、パソコン（Power Mac、Windows 95）用のインタラクティブムービーソフト。アニメ『機動戦士ガンダム』を題材としたキャラクターゲームである。1997年5月2日にはバンダイよりPlayStation用が発売された。

## 概要
バンダイは一人称視点のアドベンチャーゲームの開発で知られていたPresto Studiosにゲームの開発を依頼した。当時、バンダイは1995年に発売したPlayStation用の『機動戦士ガンダム』の様に一人称視点のモビルスーツの操縦をシミュレートするというゲーム内容の発想がすでにあった。そしてバンダイとPresto Studiosはより映画的なアプローチを採用し、一人称視点の映画的なガンダムのインタラクティブムービーのゲームを求めた。その為、アニメ『機動戦士ガンダム』を原作としたキャラクターゲームであるが、メカがCGで人物は外国人の俳優による実写（声はアニメと同一声優が吹き替え）という異色の組み合わせとなっている。主人公は原作のアムロ・レイに相当する民間人だが、プレイヤーの感情移入を考えてかゲーム内では台詞や設定などは一切登場しない。ゲームシステムは、流れているムービー途中の特定のタイミングで操作入力を要求され、正解の操作をしないと即ゲームオーバーになるというもの。1980年代に登場した、いわゆるレーザーディスクゲームと同等のシステムである。ほとんどはノーヒントであり、正解は繰り返しプレイで試行錯誤して探すことが求められる。しかも特定のポイントでしかセーブできないため、正解を模索して何度も同じ場面を見せられることになり、またセーブポイント自体も少なくシーンごとのムービーが長い。一方でセーブはパスワード方式、それもパターンがそれほど多くないので、無作為にパスワードを入力すれば一気に後半のステージに進めるなど、問題点が多い。
またストーリーは原作のガルマ・ザビ死亡まで（1話～10話）をベースとしているが、実写という点に留まらず、あらゆる部分で差異が多い。大筋以外は原作とは異なっていて、原作に登場しないジオンの兵器「ソア・キャノン」を中心に物語が進行するほか、ガンダムがガンタンクの下半身を装着して出撃するシーンなどがある。また原作では非常に堅牢だったガンダムが、本作ではザクのマシンガンを受けるだけで簡単に撃破されてしまうため、その点でも原作とのギャップが大きい。
これらの要素のいくつかは、既存の概念や原作をなぞることだけに囚われない、制作スタッフ独自の発想とも考えられる。事実、ガンダムがコア・ファイターを介してガンタンクとドッキングするのは、クローバーの玩具などで実現されていたものであり、アニメ本編ではやらなかっただけの話である（本作のCGモデル自体もガンプラをベースにしており、玩具的なアクションを見せている）。
原作で登場するキャラクターが多数登場しない割には、原作で登場しないキャラクターが複数登場するといった特徴がある。また、原作と人種が変わっているキャラクターもいるが、海外向けのアピールとも考えられ、オリジナルと同一声優の演技も、俳優に合わせてアニメとは全く違ったキャラクターとして演じられている。
ゲームクリア時には続編が存在するかのような演出を見ることができ（続編用のパスワードも表示される）、開発スタッフも「好評なら続編を作る」と発言していたが、現在のところ続編は作られていない。
ゲーム本作はアメリカのPresto Studiosが開発したゲームであるが、PS版は日本だけの販売で海外の英語版はPC版しか発売されていない。
Next GenerationのMacintosh版でのこのゲームの評価は5点満点中2点の評価だった。CGグラフィックの部分は評価される一方で、この種のインタラクティブ的なゲームプレイの貧弱さや難易度の高さや俳優のモーションの動きや演技などの不自然さが目立つなどの批判されていた。

## 操作方法
基本的にガンダムの操作であるが、生身の状態でもアクションを求められる事がある。操作（選択肢）を間違えるとゲームオーバーとなりガンダムが破壊されるが、ブライト・ノアに対し、軍人になってガンダムに乗る事を拒否した時や、ホワイトベースのクルーが全滅してしまった場合でもゲームオーバーとなり、表現上、ガンダムが破壊される。
- 移動

上下左右の四方向にガンダムを移動させる。攻撃を回避する時等に使用。
- 攻撃

セットしてある武器で攻撃する。武器は格闘、バルカン、ビームサーベル、ビームライフル（もしくはハイパーバズーカ）の四種類。武器のセット自体も手動入力である。
- 防御

シールドで防御する。しかし、シールドの無い状況でも選択することが正解になっているシーンがある。
- アクション

上記3種類に当てはまらない行動。主に生身の状態で使用。
一旦戦闘に入ると、これらのコマンドが突然同時に表示され、瞬間的に選ばなければならない。単純に考えれば「毎回10択」であり、しかもヒントは無い。場合によっては「2回連続でバルカン」や「敵の挑発に乗らずに移動して近づく」等、意表を付いた選択肢も要求される。一部、正解が複数存在するパートや正解以外を押しても何も起きないパートもあるが、基本的に正解は一つのみで他は全て即死である。また、「ザクにパンチを繰り出すも空振りし、背中から斬られる」「ガウを破壊しないまま離脱し、味方に特攻される」など特殊なゲームオーバームービーが流れる不正解も存在する。
画面右下にあるガンダムの形をしたアイコンは耐久度を示しており、ダメージを受ける毎に緑→黄→赤と変化する。しかしコマンド選択ミスのほとんどは即死に繋がり、ダメージを受けるポイントもほんの僅かしか存在しないため実質的に形骸化している。
中盤には地雷原を通過するステージがあり、進行方向を指定して先に進む。敵機や地雷、タレットに遭遇すると無条件で即死だが、これらに近付くと警告が出るだけでどの方向に脅威が存在するかは判らないため、初見では運も絡む。
PS版以外では、ビームライフルやハイパーバズーカで敵を狙い撃つ主観視点のシューティングパートが2回存在する。このパートでは敵から攻撃を受けると耐久度が減少し、ゼロになるとゲームオーバーとなる。ムービーではほぼ意味を成していない耐久度アイコンは主にこのパートで機能する。また、大気圏突入時には予備エネルギーを制御して耐熱フィールドを保つミニゲームが挿入されるが、PS版ではこちらもカットされており、説明は受けるものの無条件で大気圏突入に成功する。他にも、カイとリュウと会話するシーンはPS版ではアクションボタンを押すだけだが、他ハードでは横にある「DATABASE」と書かれた端末から情報を参照可能となっている。

## キャラクター
主に原作との差異を示す。
主人公
プレイヤーの分身であり、アムロ・レイに相当する人物だが、前述のように民間人だったこと以外の設定は存在しない。台詞も無く、姿もCGの後ろ姿とバッジを受け取るシーンの手が映るのみ。説明書によるとサイド7で平穏に暮らしていた若者だが、避難中に家族と離れ離れになったらしい。通信中の呼びかけ等では「ガンダム」と呼ばれる。なお、元々のガンダムの正規パイロット（ドーティ少尉）はザク襲撃の際に建造物の瓦礫に潰されて死亡。
ブライト・ノア
演 - Sean O'Hara / 声 - 鈴置洋孝
本作はガンダムのアクションゲームという都合上、人間ドラマの部分が大幅カットされている為、司令官として苦悩するような描写は無い。同じ場面でも何度か髪型が変わる。
カイ・シデン
演 - David Kamatoy / 声 - 古川登志夫
ガンキャノンのパイロットで、中華系のアジア人。こちらもブライト同様、戦争に対し逃避的な面は見せず、軽い性格の皮肉屋になっている。原作とは違い、最初から軍人らしい。髪型はオールバックで後頭部でまとめている。
デューク・ホセ（リュウ・ホセイ）
演 - James Hazelwood / 声 - 飯塚昭三
ガンタンクのパイロット。原作とは異なり、主人公を「ラッキーボーイ」と称する陽気な黒人になっている。頭はスキンヘッド。
ハニー・アサナ将軍
演 - Dee Knox / 声 - 弘中くみ子
本作オリジナルキャラクターで、レビル将軍の部下の中年の女性将官。ジャブローより通信でホワイトベースに指示を与える。
サラ・ホリン少尉
演 - Dondi Dahlen / 声 - 小林優子
本作オリジナルキャラクターで、金髪の女性士官。外見も役柄もセイラ・マスと似ており、説明書にも記載が無いため混同されることが多いが、別人である。
シャア・アズナブル
演 - Michael Hickay / 声 - 池田秀一
一般に本作を説明する際に最もよく引き合いに出されるキャラクターであり、太り気味の体格で割れ顎で、プレイしたファンからは「ケツアゴシャア」や「シャア・アゴナブル」、「アゴい彗星（のシャア）」の異名で呼ばれている。また原作と違い感情がよく顔に出る。彼の乗るザクはゲームのラストボスであり（ガルマ死亡後に突然襲ってくる）、勝利する為の選択肢は非常に複雑。
ドレン
声 - 永井一郎
声のみの出演。
ガルマ・ザビ
演 - Butch Klein / 声 - 森功至
やや細めの顔立ちの美青年。髪型は原作とは違い、ショートカットでオールバックとなっている。
ギレン・ザビ
声 - 銀河万丈
声のみの出演。本作ラストのガルマの国葬シーンで演説を行っている。
グフのパイロット
声 - 飯塚昭三
声のみの出演。ソア・キャノンの内部に控えていた。原作のグフの機体色は青に対し、本作では銀色（おそらくパーソナルカラー）。
ザクのパイロットA（ジーン）
演 - Phil Saunders / 声 - 古川登志夫
原作のジーンに相当し、吹き替え版でもジーンということになっているが、声優は異なる。
ザクのパイロットB
声 永井一郎
声のみの出演。役割は原作でのデニムに相当するがこちらも声優が異なり、吹き替え版でも名前が出ない。
連邦士官
演 - Eric Almquist / 声 - 飯塚昭三
ドーティ少尉にガンダムで出撃するように呼び掛けていた軍人。基地に迷い込んだ主人公にガンダムを託す。
ジオン士官
演 - Eric Dallaire / 声 - 永井一郎
ガルマが搭乗するガウに同乗。
ナレーター
声 - 永井一郎

## メカニック
ガンダムタンク
本作オリジナル設定で、名称はユーザー間による俗称。大気圏でのシャア専用ザクとの戦闘でガンダムのBパーツの左脚が欠損。ソア・キャノンを早急に破壊するべく、修理中のガンダムのBパーツの代わりに急遽ガンタンクのBパーツを装着させ、ソア・キャノンの捜索に向かわせた形態。しかしこの形態で通過するエリアはキャタピラに不向きの地雷原である。
ソア・キャノン
本作オリジナル設定。ガルマ・ザビが管轄する北米のジオン勢力圏に存在する強力な対空ビーム砲。衛星軌道上よりジャブローへと降下中のホワイトベースを地上より狙い撃ちし、北米へと不時着させる。この砲の存在によりホワイトベースは離陸できなかったが、ガンダムによって破壊された。「ソア」は "Thor" で「トールハンマー」のトールの英語読みである。

## 攻略本
Gundam 0079 the war for earth完全ガイド
ISBN 978-4-87-188868-4（NTT出版、1997年5月発売）
Gundam 0079 the war for earthパーフェクトガイドブック
ISBN 978-4-76-692748-1（勁文社、1997年6月発売）